# トーマス・リンカーン
トーマス・リンカーン（Thomas Lincoln, 1778年1月6日 - 1851年1月17日は、アメリカ合衆国の農夫、大工。アメリカ大統領エイブラハム・リンカーンの父。

## 家系
先祖はイングランド系移民のサミュエル・リンカーンである。その後、リンカーン家はバークス郡に移った。サミュエルの孫モルデカイ（1686年 - 1736年）は、著名な政治家の家系出身の女性ハンナ・スレーターと結婚し、裕福な地主や鉄器製造業者としてペンシルベニア州では有名であった。モルデカイとハンナの息子ジョン・リンカーン（1716年 - 1788年）はロッキンガム郡に住み、シェナンドー・バレーで大規模な農場を経営して栄えた。クエーカーの家系である。クエーカー教徒もピューリタンも奴隷制には反対している。

## 生い立ち
エイブラハム・リンカーンとバスシバ・ヘリング（1742年頃 - 1836年）の第4子として、バージニア州ロッキンガム郡で生まれた。
1786年5月、父がインディアンに殺害されるのを目撃した。兄モルデカイが父の財産の大部分を相続し、トーマスは自ら生計を立てねばならなかった。
1786年9月から1788年の間、ネルソン郡（現ケンタッキー州ワシントン郡スプリングフィールド近郊）Beech Fork に引っ越した。1795年から1802年までの間に、様々な職に就いた。

## 宗教
若い頃、原始バプテスト教会（予定説や分離バプテストとしても知られる）の熱心な信徒になり、最終的には宗派の指導者となった。インディアナ州でピジョン・クリーク・バプテスト教会の管財人を務め、エイブラハムと教会の集会所を建てるのに尽力した。宗教的観念から、奴隷制を嫌っていた。

## 結婚及び家族

### ケンタッキー州
大工として働き、誠実さ、社会への貢献、話術、快活さから尊敬を集めた。一方、"放浪" 労働者、怠惰で無学としても知られた。小屋造りや内装工事などに従事し、農場を購入すると、1814年には郡の98の土地所有者のうち15番目に豊かになった。共同体やカンバーランドとハーディン郡の教会で活躍し、19歳で州民兵を務め、 24歳でカンバーランド郡巡査になった。1802年にケンタッキー州ハーディン郡に引っ越し、翌年エリザベスタウンの7マイル北に238-エーカー (1.0 km2)の農場を118ポンドで購入した。また、ハーディン郡で陪審員、道路請願者、刑務官を務めた。翌年、姉妹ナンシー・ブルムフィールド、その夫ウィリアム・ブルムフィールドと母バスシバがワシントン郡からミルクリークに引っ越し、同居することとなった。
1805年、暖炉や階段など自宅のほとんどを自作した。それは、エリザベスタウンのフリーマン湖公園にthe Lincoln Heritage Houseとして復元されている。
1806年、オハイオ川とミシシッピ川を下り、ニューオーリンズへ向け平底船で商品を運び、エリザベスタウンのBleakley & Montgomery storeに届けた。
1806年6月12日、ワシントン郡ビーチランドでナンシー・ハンクスと結婚した。ナンシーは忍耐強く、素晴らしい女性だと隣人は書き残している。

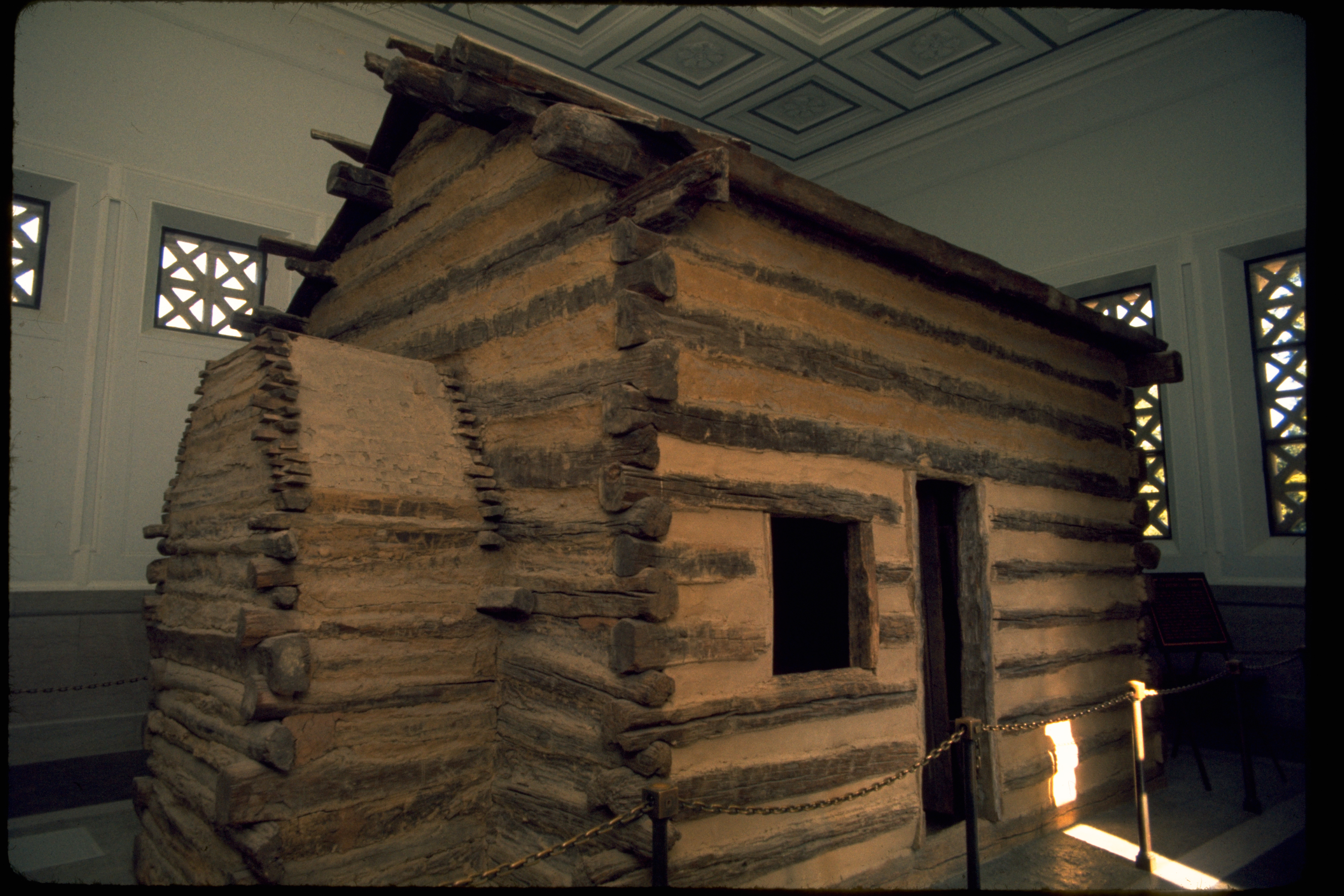
ホジェンビルのエイブラハム・リンカーンの生家のレプリカ

1807年に長女サラがエリザベスタウンから約5マイル北のミルクリークで誕生した。1809年初頭までに、ノリン川沿い、ホジェンビル近郊に300-エーカー (1.2 km2)の農場を購入した。ベッツィ（エリザベス）とトーマス・スパロウの自宅から2マイル、エリザベスタウンの18.5マイル南東に位置している。自宅は標準的な土間付き1部屋のみの丸太小屋であったが、"magnificent spring that bubbled from the bottom of a deep cave." にちなみ、Sinking Spring Farm と命名された。エイブラハム・リンカーン生誕地としても知られる。より多くの肥沃な土地を求めて、 1811年に約10マイル北東のノブクリーク農場に引っ越した。トウモロコシやカボチャを栽培し、毎年恒例の道路測量を行い、98人の不動産所有者のうち15番目に裕福になった。
混沌としたケンタッキー州土地法、主観的または任意の目印を使用した当時の複雑な土地測量と境界決定のため、境界紛争後に3回農場を失った。このことに落胆し、1816年12月、公有地条例により土地を購入していたインディアナ州に引っ越した。さらに、奴隷制は北西部条例により、同州では禁止されていた。息子エイブラハムは後に、ケンタッキー州からインディアナ州への移住は、奴隷制よりもケンタッキー州の土地所有権の難しさという都合であったと述べている。

### インディアナ州

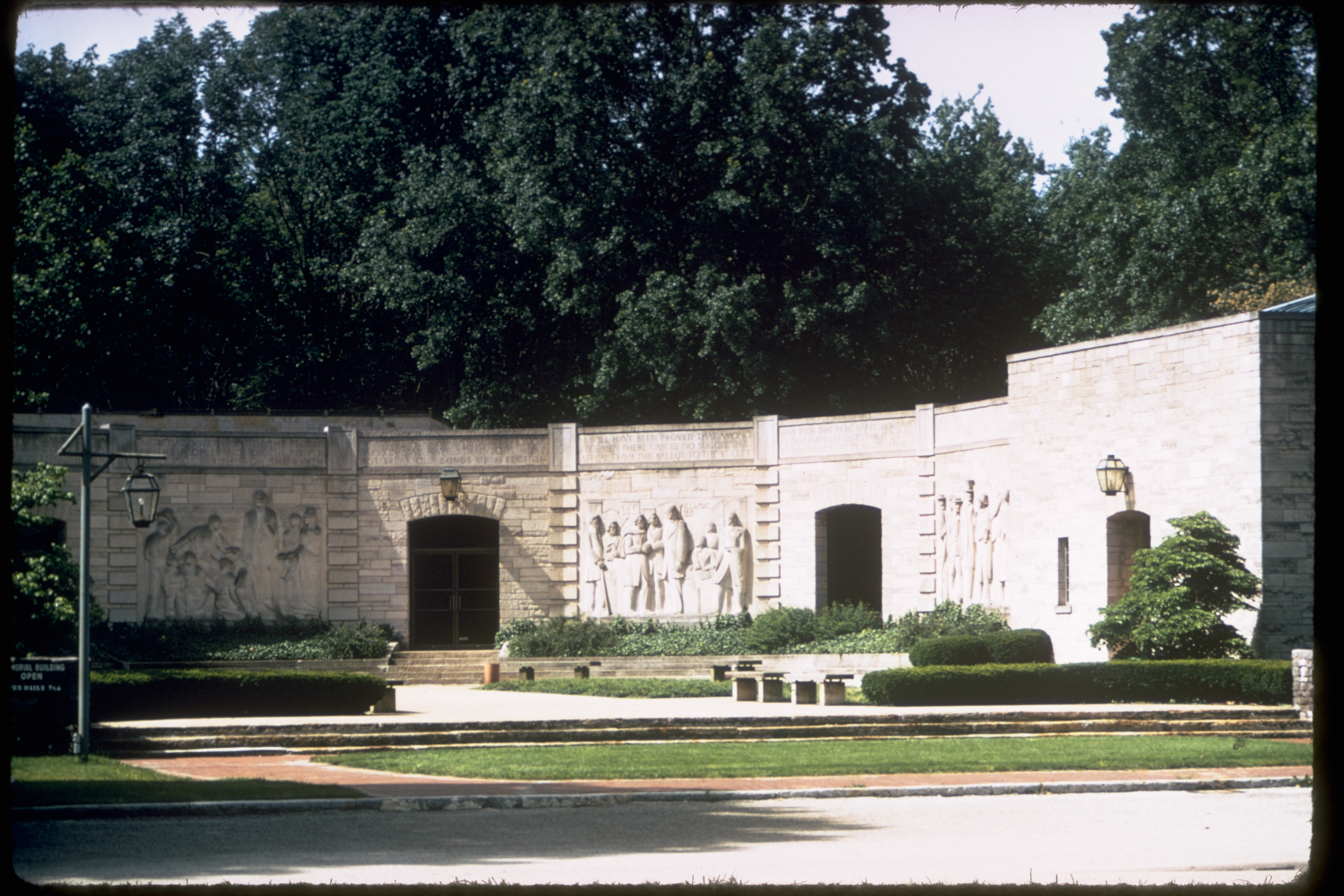
インディアナ州のリンカーン少年時代国立記念碑。

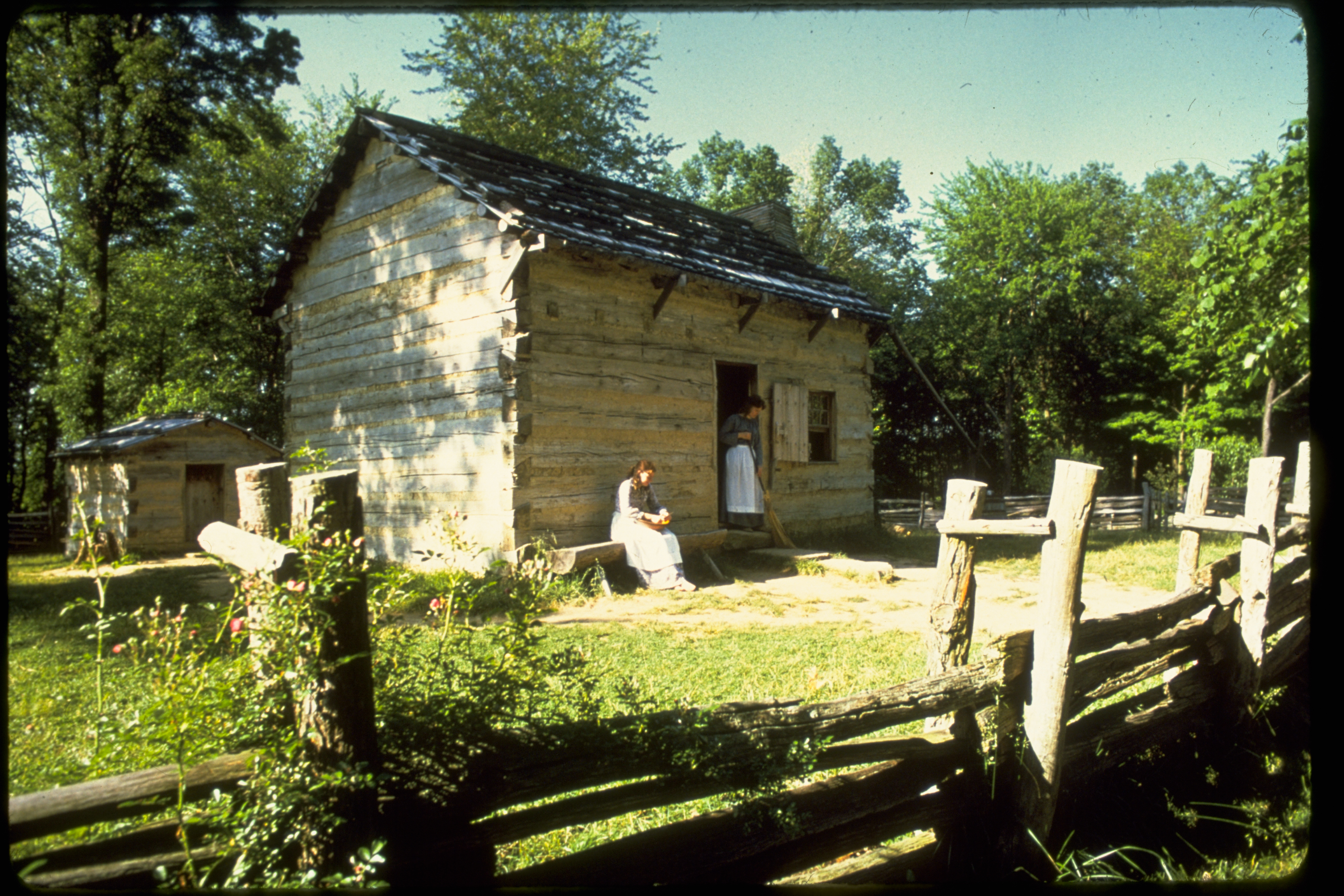
Lincoln Boyhood National Memorial

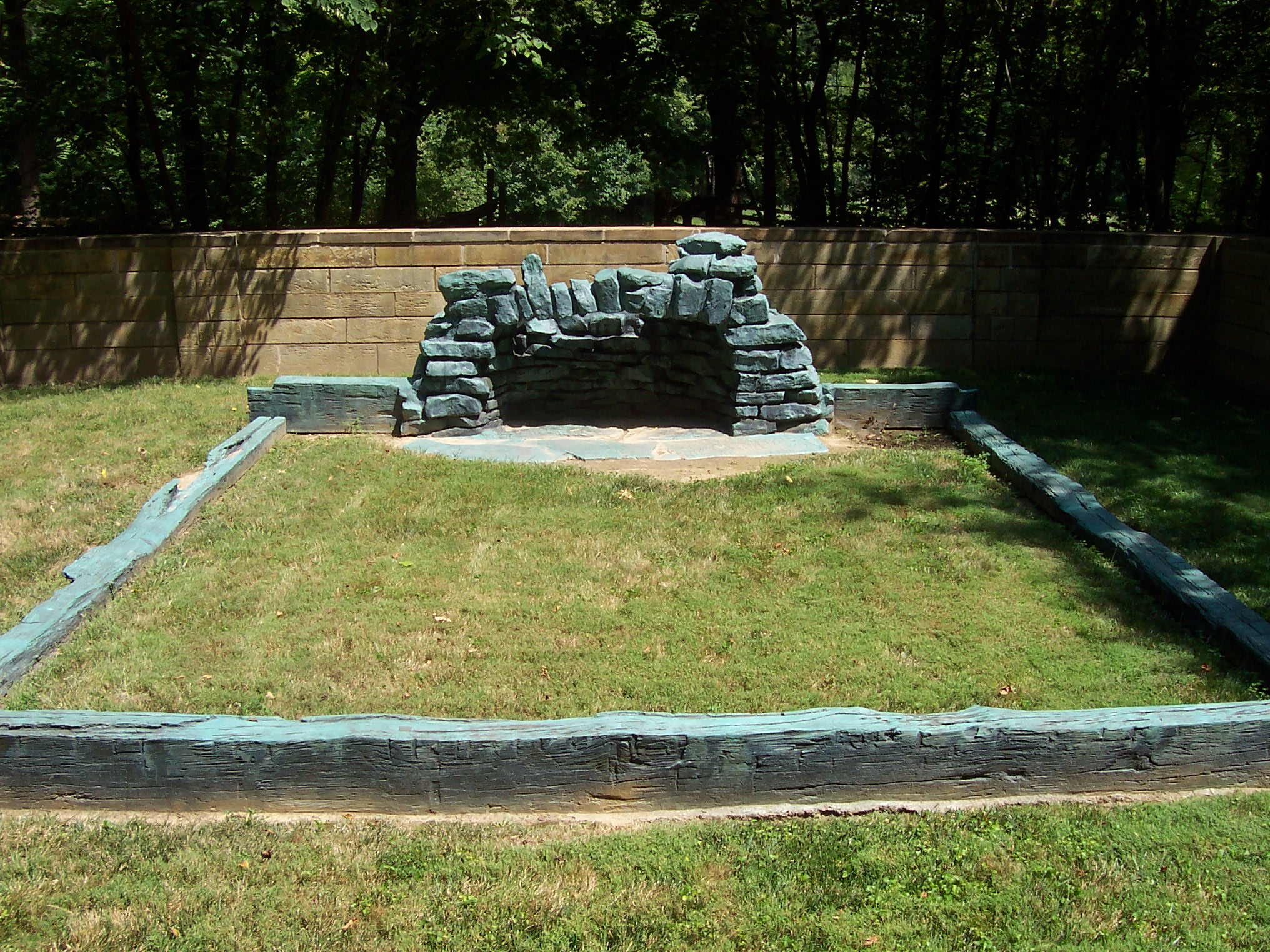
リトルピジョン川沿いのリンカーン家の土台

1816年12月、ペリー郡（現スペンサー郡）リトル・ピジョン川近くに定住した。荒野に息子エイブラハムと自宅を建て、土地を開墾し、作物を植えた。大工としての技能もだんだん上がり、需要があった。ナンシーの叔母エリザベス・スパロウ、叔父トーマス・スパロウ、従兄弟のデニス・ハンクスは次の秋にリトルピジョン・クリークに住み着いた。デニスとエイブラハムは10歳違いであったが、良き友人だった。
1818年10月、妻ナンシーがミルク病にかかり、1818年10月5日に世を去った。
再婚相手を求めて戻ってケンタッキー州に行き、未亡人サラ・ブッシュ・ジョンストンと出会った。1819年12月2日に結婚し、エリザベス、マティルダ、ジョンの3人の連れ子を引き取った。リトルピジョン・バプテスト教会の建設を支援し、教会の管財人を務めた。1827年までに、インディアナ州の土地100エーカーを所有していた。

### イリノイ州
従兄弟のジョン・ハンクスがイリノイ州に引っ越し、森林を苦労して開墾する必要がない肥沃な草原の報告を送ってくると、1830年初頭にインディアナ州の土地を売却し、メイコン郡、次いで1831年にコールズ郡に引っ越した。チャールストンの南10マイル (16 km)にGoosenest Prairieの自宅はLincoln Log Cabin State Historic Siteとして保存されている。もっとも、建築当時の建物は解体され、シカゴに水上輸送されてシカゴ万国博覧会で展示されている。1851年に死亡し、自宅から3マイルのシロ墓地に埋葬された。

## 息子エイブラハムとの関係
エイブラハムとの関係は徐々に変化していった。原因はトーマスの視力低下、体調不良であり、農作業を息子に依存していた。近所に働きにも出し、マイケル・バーリンは著書 "The Inner World of Abraham Lincoln" の中で、エイブラハム・リンカーンは父の奴隷のようだったと記述している。
2人の意見の相違は教育面でも大きく表れた。エイブラハムは無学な父と違い、教育を重視した。宗教面でも、バプテストの熱心な信者である父と、自由思想家のエイブラハムは対立した。
エイブラハムは資金を何度か援助し、病床の父を訪れたが、父の葬儀には出席せず、墓石代も払わなかった。 
トーマスは存命中、息子エイブラハムの結婚式に招待されず、孫にも会わせてはもらえなかった。

## 映画
| 公開年 | タイトル                                            | 俳優                 | 製作国   | 補足                           | IMDB |
| ------ | --------------------------------------------------- | -------------------- | -------- | ------------------------------ | ---- |
| 2012   | リンカーン/秘密の書                                 | ジョゼフ・マウル     | アメリカ | ティムール・ベクマンベトフ監督 |      |
| 2013   | Cultural depictions of Abraham Lincoln#2010–present | ジェイソン・クラーク | アメリカ | A・J・エドワーズ監督           |      |

## その他の資料
- This article incorporates text from Thomas Lincoln article on the Lincoln Boyhood National Monument site, a work of the アメリカ合衆国国立公園局 and as such in the パブリックドメイン.
- McMurtry, R. Gerald, 1906-1988; Warren, Louis Austin, 1885-1983, The Thomas Lincoln Mill Creek Farm. Lincolnania Publishers.
- National Park Service, Abraham Lincoln's Birthplace at Sinking Spring Farm
- National Park Service, Abraham Lincoln's Boyhood Home at Knob Creek